# Valea Ierii (sit SCI)
Valea Ierii este o arie protejată (arie specială de conservare — SAC, sit de importanță comunitară — SCI) din România, desemnată în scopul protejării biodiversității și menținerii într-o stare de conservare favorabilă a florei spontane și faunei sălbatice, precum și a habitatelor naturale de interes comunitar aflate în arealul zonei de protecție. Aceasta este situată în partea nord-vestică a Transilvaniei, pe teritoriul sud-vestic al județului Cluj.

## Localizare
Aria protejată se află în extremitatea sud-vestică a județului Cluj (în sudul Câmpiei Transilvaniei, aproape de limita teritorială cu județul Alba), pe teritoriul administrativ al comunelor Băișoara și Valea Ierii, aproape de drumul național DN75 care leagă orașul Turda de Nucet.

## Înființare
Aria naturală a fost declarată sit de importanță comunitară prin Ordinul Ministerului Mediului și Dezvoltării Durabile Nr.1964 din 13 decembrie 2007 (privind instituirea regimului de arie naturală protejată a siturilor de importanță comunitară, ca parte integrantă a rețelei ecologice europene Natura 2000 în România) Situl a fost protejat și ca arie specială de conservare în mai 2022.
Acesta se întinde pe o suprafață de 6.289,9 hectare, într-o zonă montană acoperită cu pajiști naturale, pășuni, stepe, păduri de foioase, păduri de conifere, păduri în amestec și păduri în tranziție.

## Biodiversitate
Valea Ierii reprezintă o arie naturală (încadrată în bioregiune alpină aflată la nord-estul Munților Apuseni) ce conservă habitate naturale de tip: Păduri acidofile de Picea abies din regiunea montană (Vaccinio-Piceetea), Păduri aluviale cu Alnus glutinosa și Fraxinus excelsior (Alno-Padion, Alnion incanae, Salicion albae), Păduri de stejar cu carpen de tip Galio-Carpinetum,  Păduri de fag de tip Luzulo-Fagetum și Păduri de fag de tip Asperulo-Fagetum; și protejază o gamă faunistică și  floristică variată.

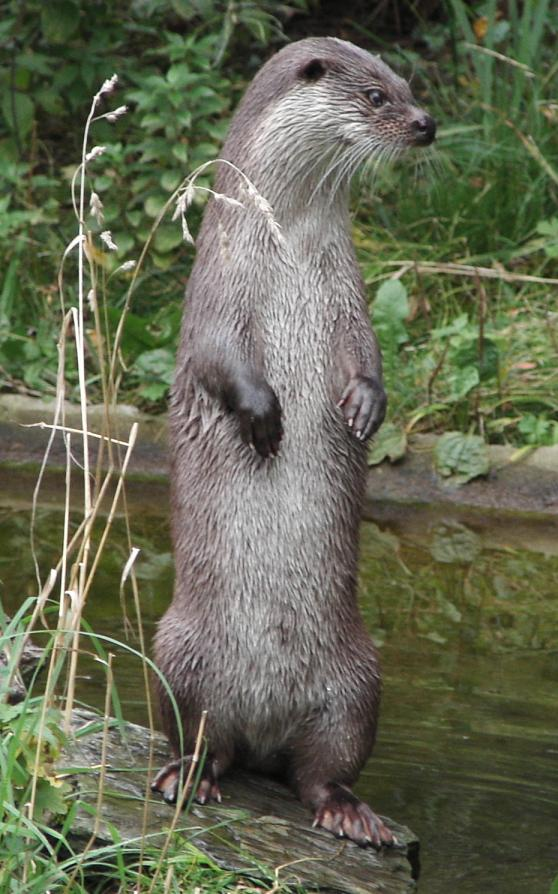
Vidră de râu (Lutra lutra)

La baza desemnării sitului se află câteva specii faunistice enumerate în anexa I-a a Directivei Consiliului European 92/43/CE din 21 mai 1992 (privind conservarea habitatelor naturale și a speciilor de faună și floră sălbatică), printre care: patru specii de mamifere: urs brun (Ursus arctos), lup cenușiu (Canis lupus) râs eurasiatic (Lynx lynx) și vidra de râu (Lutra lutra); zglăvoacă (un pește din specia Cottus gobio); ivorașul-cu-burta-galbenă (o broască din specia Bombina variegata aflată pe lista roșie a IUCN și tritonul comun transilvănean (Triturus vulgaris ampelensis); precum și un coleopter din specia Lucanus cervus (rădașcă).
Alte specii de mamifere, reptile, amfibieni, pești și gastropode semnalate în arealul sitului: cerb (Cervus elaphus), căprioară (Capreolus capreolus), mistreț (Sus scrofa), pisică sălbatică (Felis silvestris), iepure-de-câmp (Lepus europaeus), jder de copac (Martes martes), jder de piatră (Martes foina), vulpe roșcată (Vulpes vulpes), nevăstuică (Mustela nivalis), dihor (Mustela putorius), viezure (Meles meles), veveriță roșcată (Sciurus vulgaris); viperă (Vipera berus), salamandra de foc (Salamandra salamandra);  lipan (Thymallus thymallus) sau melcul de livadă (Helix pomatia). 
La nivelul ierburilor vegetează plante cu specii de: pedicuță (Lycopodium clavatum), arnică (Arnica montana L.), ghiocel (Galanthus nivalis), lușcă (Leucojum vernum), sulfină (melilotus officinalis), trifoi (Trifolium pratense), podbal (Tussilago farfara), scai vânăt (Eringium planum), coada-calului (Equisetum arvense), ciuboțica cucului (Primula veris), coada șoricelului (Achillea millefolium), ghințură galbenă (Gentiana lutea - specie protejată), mentă (Mentha piperita), păpădie (Taraxacum officinale) sau margaretă (Leucanthemum vulgare).

## Căi de acces
- Drumul național DN75 pe ruta: Turda - Cornești - Buru - drumul comunal DC107 spre Iara - Băișoara - drumul județean DJ107N - pe direcția: Moara de Pădure.

## Monumente și atracții turistice
În vecinătatea sitului se află numeroase obiective de interes istoric, cultural și turistic; astfel:

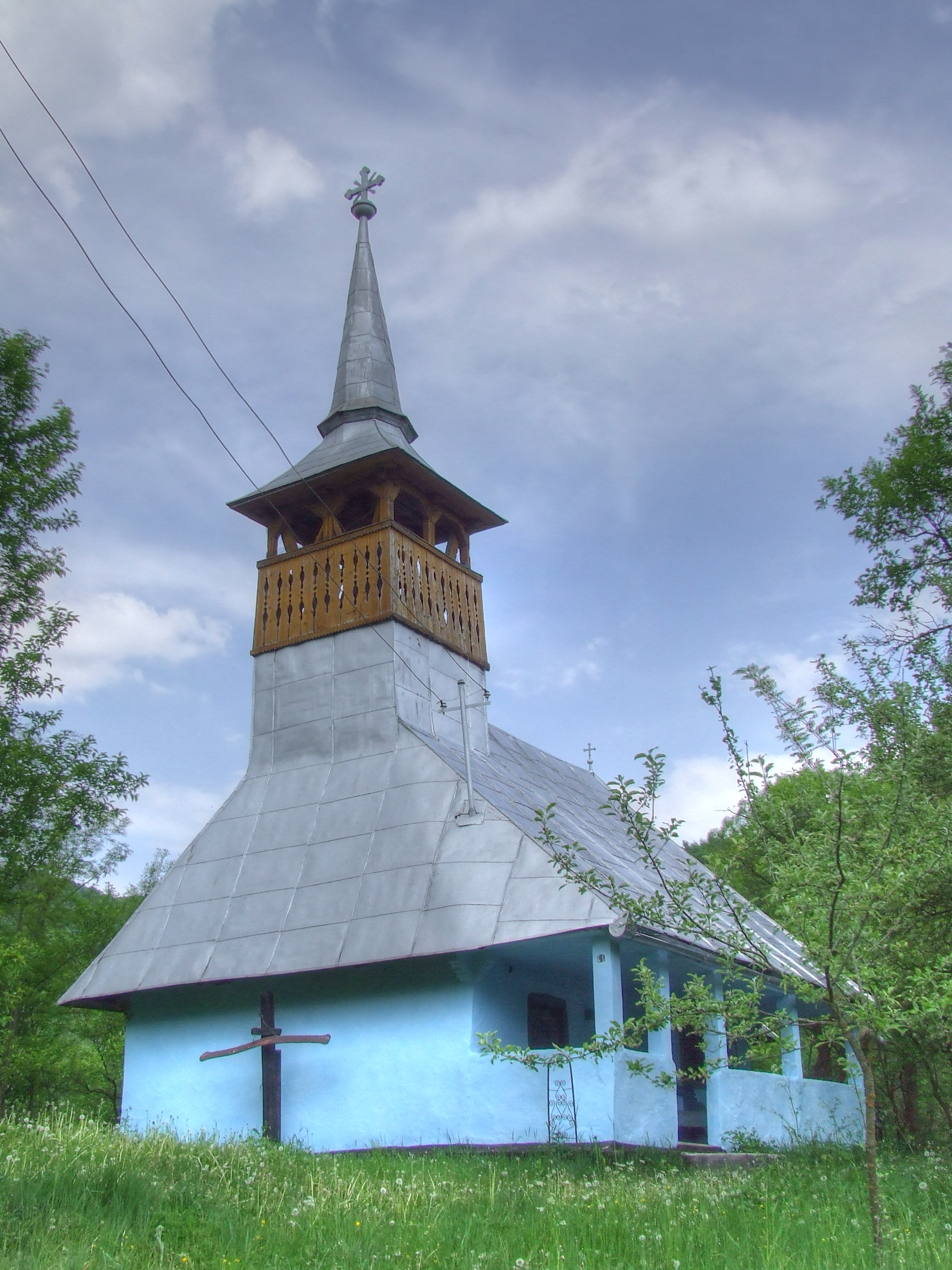
Biserica de lemn din Măgura Ierii

- Biserica de lemn „Sfinții Arhangheli Mihail și Gavriil” din satul Buru, construcție 1860.
- Biserica de lemn „Sfânta Treime” din satul Cacova Ierii, construcție 1910.
- Biserica de lemn „Sfinții Trei Arhangheli” din satul Făgetu Ierii, construcție 1769.
- Biserica de lemn din Lungești
- Biserica de lemn „Sfinții Arhangheli Mihail și Gavriil” din satul Măgura Ierii, construcție secolul al XVIII-lea, monument istoric.
- Biserica de lemn „Sfinții Arhangheli Mihail și Gavriil” din satul Ocolișel, construcție 1852, monument istoric
- Biserica de lemn „Sfinții Arhangheli Mihaiil și Gavriil” din satul Surduc, construcție 1758, monument istoric.
- Biserica unitariană din satul Iara, construcție secolul al XIII-lea, monument istoric
- Cetatea Liteni, construcție secolul al XIV-lea, monument istoric.
- Conacul „Beldi” din Iara, construcție secolul al XIX-lea, monument istoric.
- Conacul „Kemény” din Iara, construcție secolul al XIX-lea, monument istoric.
- Conacul „Teleki” din Iara, construcție secolul al XIX-lea, monument istoric.
- Situl arheologic de la Iara (Epoca romană, Preistorie).
- Rezervația naturală Cheile Runcului